# Laia Noguera i Clofent
Laia Noguera i Clofent (Calella, 4 de marzo de 1983) es una filóloga, poeta, dramaturga, traductora y música catalana.

## Trayectoria
Noguera realizó su educación básica y secundaria, además de iniciar su formación musical en Calella (Barcelona). Entre los años 2001 y 2005 estudió Filología Catalana en la Universidad de Barcelona y obtuvo el título de licenciada con Premio Extraordinario de Fin de Carrera. Durante este período universitario, preparó sus primeros poemarios completos y recibió el primer premio literario destacado, el Amadeu Oller del año 2002 por L'oscultor, lo que le permitió publicar el primer libro de poesía. Desde entonces, Noguera ha compaginado su producción poética con otras actividades artísticas y profesionales en el campo de la filología, como la codirección con Esteve Plantada de la edición catalana de la revista digital Barcelona Review.

## Obra
La obra poética editada de Laia Noguera incluye los poemarios L'oscultor (premio Amadeu Oller 2002, ex aequo, publicado por Editorial Galerada el 2002), Fuga evasió (premio Recull de poesia 2003, publicado por Pagès Editors el 2004), la plaqueta Incendi (Cafè Central, 2005), No et puc dir res (premio Martí Dot 2006, publicado por Viena Edicions el 2007), Els llops (La Garúa, 2009; escrito conjuntamente con Esteve Plantada i Joan Duran), Triomf (premi Miquel de Palol 2009, publicado por Columna), L’U (Arola Editors, 2010, con fotografías de Fiona Morrison), Parets (Edicions 96, 2011), Caure (Premi Ausiàs March 2011) y L’intrús (Premi Narcís Punes i Boloix, Editorial Meteora, 2020).
También ha publicado, entre otros, en las antologías Singulars d'un plural (Festival de Poesía de Girona, 2004), Joves poetes catalans (Brosquil Edicions, 2004), Los versos de los acróbatas (Fronteras Movedizas, 2005), Solstici d'estiu (Fundació ACA, 2006), Bellesa ferotge (Editorial Fonoll, 2006), Eròtiques i despeinades ( Arola Editors, 2008) y De l'Atles a Formentor (Rema/Tira, 2008). En cuanto a producción dramatúrgica, ha preparado, junto con Albert Mestres, una versión teatral de Disputa de l'ase, de Anselm Turmeda, y el libro de poesía y teatro Ah! (Ediciones Poncianas, 2013). Además, fue guitarra solista del grupo de thrash metal Red for more.
Ha traducido del vasco Kirmen Uribe, Miren Agur Meabe, Leire Bilbao e Itxaro Borda; del italiano, Teresa di Cosimo y Luigi Manzi; del gallego, Xavier Rodríguez Baixeras, y del occitano, Aurélia Lassaque.

## Obra publicada
- L'oscultor. Galerada, 2002.
- Fuga evasió. Pagès Editors, 2004.
- Incendi. Cafè Central, 2005.
- No et puc dir res. Viena Edicions, 2007.
- Els llops (con Esteve Plantada y Joan Duran). La Garúa, 2009.
- Triomf. Columna. 2009. [7]
- L'U (con fotografías de Fiona Morrison). Arola Editores, 2010.
- Parets. Ediciones 96. La Pobla Llarga. 2011.
- Caure. Ediciones 62, 2011.
- Rius soterrats. Petjades d'Art, 2011.
- Ah! Edicions Poncianes, 2013.
- Caída precedido de Triunfo (versión castellana de Triomf i Caure ). Amargord Ediciones, 2015.
- Qué extraña ventana. La Garúa poesía, 2016.
- Amor total. Tanit, 2016. [8] [9]
- De rerum natura (con Maria Espeus ). Pagès Editores, 2019. [10]
- L'intrús. Editorial Meteora, 2020.